# Ruta 3 (Bolivia)

Ruta Nacional 3 pasando por la Represa de Incachaca.

La Ruta Nacional 3 (RN3 o F3), conocida también como camino a Los Yungas, o camino nuevo a Los Yungas, es una carretera boliviana de 602 km, la cual comienza en la ciudad de La Paz y finaliza en la ciudad de Trinidad recorriendo los departamentos de La Paz y Beni. La ruta incluye un importante tramo: Cotapata-Santa Bárbara que sustituyó a la antigua sección conocida como Carretera de la muerte, actualmente reservada exclusivamente a actividades de ciclismo. En este tramo se encuentra el túnel San Rafael, que es el túnel más largo de Bolivia.
Este camino fue incluido en la Red Vial Fundamental por Decreto Supremo 25.134 del 31 de agosto de 1998.

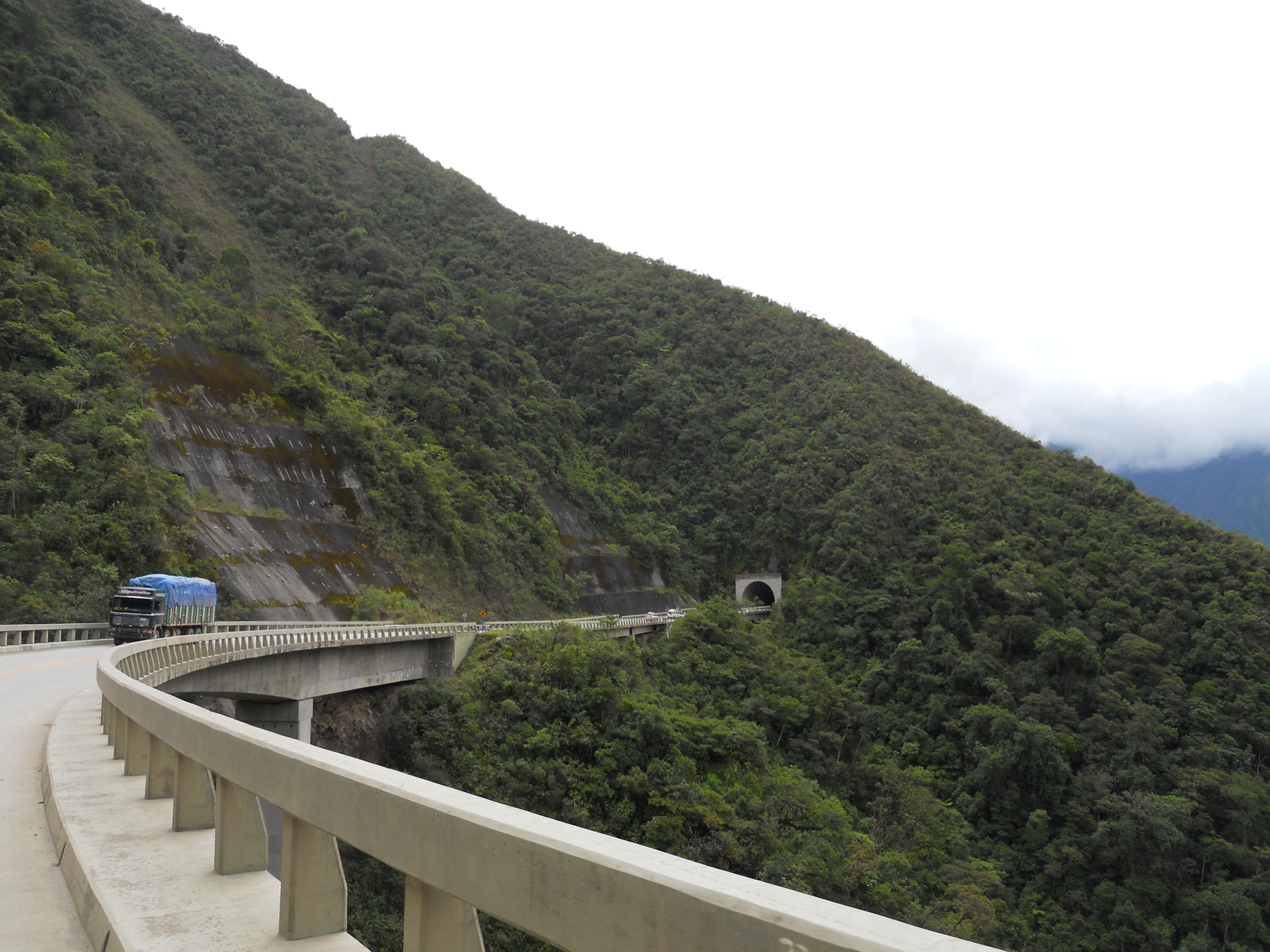
Una sección del camino a Los Yungas

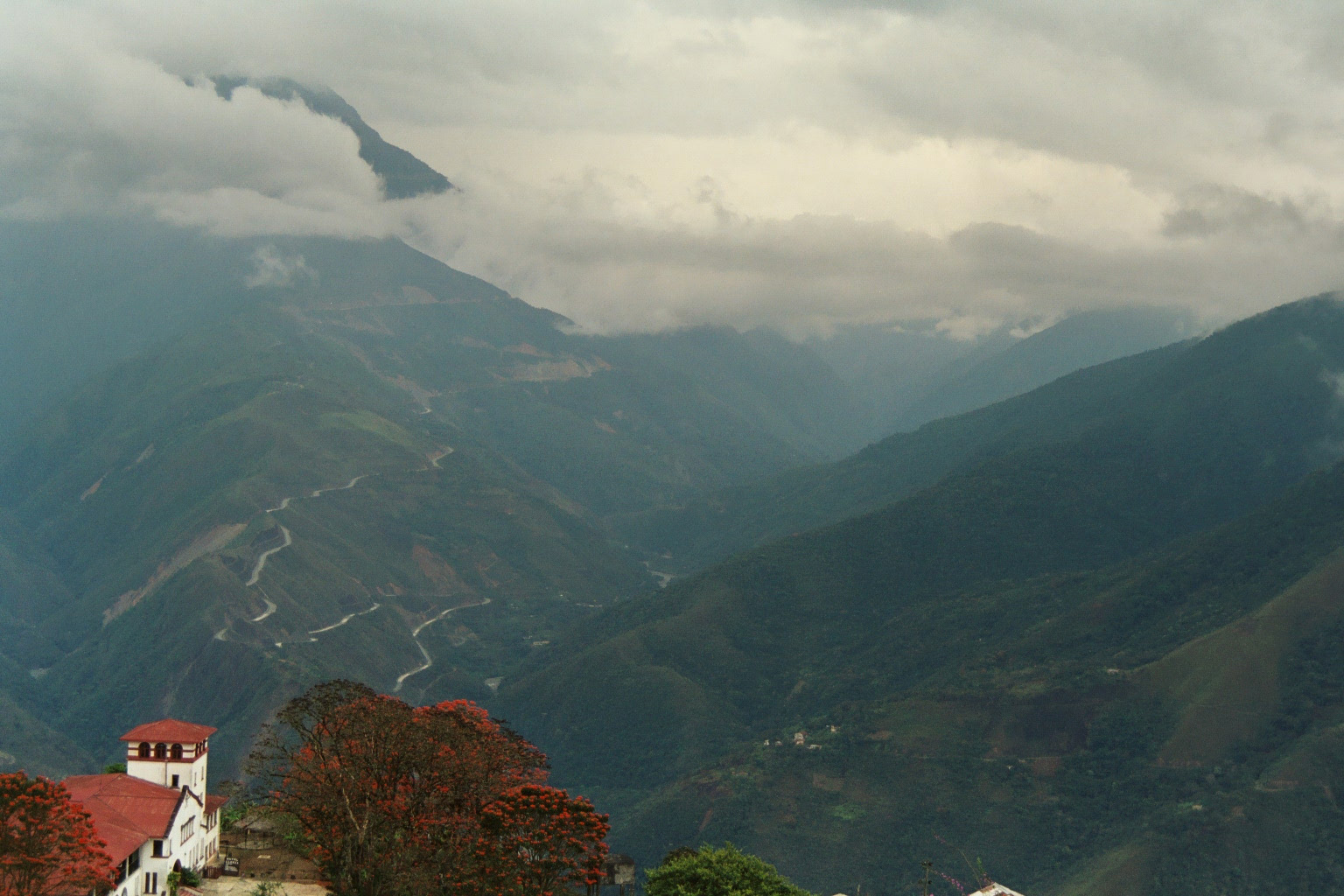
Carretera Nueva a los Yungas, vista desde Coroico.

## Ciudades
Las ciudades de más de 1000 habitantes por las que pasa este ruta de sudoeste a noreste son:

### Departamento de La Paz
- km 0: La Paz
- km 52: Cotapata
- km 80: Coroico
- km 160: Caranavi
- km 229: Sapecho

### Departamento del Beni
- km 279: Quiquibey
- km 321: Yucumo donde se conecta con la Ruta 8 hacia el norte del departamento de La Paz.
- km 372: San Borja
- km 510: San Ignacio de Moxos
- km 602: Trinidad

## Características
La vía es una importante conexión de los sectores de producción agrícola de cítricos, coca y frutas que proveen a la ciudad de La Paz. La belleza paisajística de los sectores que atraviesa se complementa con el gran contraste entre los extremos de la ruta que inicia a 3600 m s. n. m. en La Paz, llega a superar los 4000 en La Cumbre y alcanza, atravesando serranías muy sinuosas, los 160 m s. n. m. en la ciudad de Trinidad, capital del departamento del Beni.
En su parte sur atraviesa las cercanías del Parque nacional y área natural de manejo integrado Cotapata una reserva de gran diversidad en cuanto a flora y fauna.